# Jeugdschaatsen
Jeugdschaatsen is een door de KNSB georganiseerde activiteit op de diverse kunstijsbanen in Nederland.
De KNSB huurt de ijsbanen op bepaalde tijden en biedt diverse schaatsverenigingen en -clubs de gelegenheid tot het geven van schaatsles aan kinderen in de leeftijd van 6 tot 12 jaar, met als doel het spelenderwijs aanleren van schaatsen. De schaatslessen worden gegeven door vrijwilligers al dan niet voorzien van een KNSB JSB- (jeugdschaatsbegeleider) of SL-2-diploma (schaatsleider niveau 2, voorheen JSL). Elk seizoen wordt afgesloten door het diplomaschaatsen, waarbij de kinderen afhankelijk van de behaalde resultaten diploma A t/m F kunnen behalen. Het behaalde diploma is afhankelijk van de behaalde tijden op een start- en remproef, een slalomproef en een duurproef (rondjes schaatsen). Tevens worden kinderen vanaf diploma C op aanvullende proeven beoordeeld. Dit zijn proeven voor het recht op de schaatsen glijden, met twee benen, met een been op het ijs, remmen om een pylon en het bochtglijden.